# Kara Cooney
Kathlyn M. (Kara) Cooney es una egiptóloga y arqueóloga estadounidense. Es catedrática de Arte y Arquitectura Egipcios en la Universidad de California en Los Ángeles (UCLA), especializada en producción artesanal, estudios de ataúdes y economía en el mundo antiguo, en particular en la época ramésida (dinastías XIX a XX), y directora del Departamento de Lengua y Culturas del Próximo Oriente de la UCLA.  Además de por su labor académica, es conocida por presentar programas de televisión sobre el antiguo Egipto en Discovery Channel y por escribir un libro de divulgación sobre el tema.

## Educación y carrera
Criada en Houston, en 1994 obtuvo un título en Artes en alemán y humanidades por la Universidad de Texas en Austin. En 2002 se doctoró en "Estudios de Oriente Próximo" por la Universidad Johns Hopkins. Formó parte de un equipo arqueológico que excavó en la aldea de artesanos de Deir el-Medina, en Egipto, al igual que en Dahshur y varias tumbas de Tebas. En 2002 fue becaria Kress en la Galería Nacional de Arte y trabajó en la preparación de la exposición Quest for Immortality: Tesoros del Antiguo Egipto. Tras un puesto temporal de un año en la UCLA, ocupó un puesto de profesora postdoctoral de tres años en la Universidad de Stanford, En 2005, fue conservadora adjunta de Tutankamón y la Edad de Oro de los Faraones en el Museo de Arte del Condado de Los Ángeles. También trabajó durante dos años en el Getty Center antes de conseguir un puesto de titular en la UCLA en 2009[1]. Cooney sigue investigando la reutilización de ataúdes, centrándose principalmente en la dinastía XX. Sus investigaciones se centran en la turbulencia socioeconómica y política que asoló el periodo y que, en última instancia, afectó a las prácticas funerarias y de enterramiento en el antiguo Egipto.

## Televisión
Fue presentadora de dos series documentales de Discovery Channel: Out of Egypt, emitida por primera vez en agosto de 2009, y Egypt's Lost Queen, en la que también participó Zahi Hawass.

## Libros
- Cooney, Kathlyn M. (2007). The Cost of Death: The Social and Economic Value of Ancient Egyptian Funerary Art in the Ramesside Period. Egyptologische Uitgaven 22. Leiden: Nederlands Instituut voor het Nabije Oosten. ISBN 978-90-6258-222-8.[12]
- Cooney, Kara (2015). The Woman Who Would be King. Oneworld Publications. ISBN 978-1-78074-651-7.[13][14][15][16]
- Cooney, Kara (2018). When Women Ruled the World: Six Queens of Egypt. Washington, D.C.: National Geographic. ISBN 978-1-4262-1977-1.[17]
- Cooney, Kara (2021). The Good Kings: Absolute Power in Ancient Egypt and the Modern World. National Geographic. ISBN 9781426221965.

## Vida personal
Los abuelos paternos de Cooney eran del condado de Cork en Irlanda. Lleva el nombre de su abuela irlandesa-protestante Kathlyn Mary, repudiada por su familia por casarse con James, el abuelo irlandés-católico de Cooney. Su madre es italiana, su abuela de la región de los Abruzos de Italia y su abuelo de Nápoles. Utiliza el nombre de Kathlyn para su trabajo académico, y su apodo Kara para el trabajo profesional pero no académico. Actualmente reside en Los Ángeles.